# To Heart 2: Dungeon Travelers
To Heart 2: Dungeon Travelers (ToHeart2 ダンジョントラベラーズ?, ToHeart2 Danjon Toraberaazu) è un videogioco di ruolo di tipo dungeon crawler uscito nel solo Giappone per PlayStation Portable e PlayStation Vita. È uno spin-off della visual novel To Heart 2 ed è il primo capitolo della serie di videogiochi di ruolo Dungeon Travelers, che mescolano il genere della visual novel a quello del dungeon crawler.
Ne è stato tratto un OAV omonimo in due episodi.